# Lorenzo Rodríguez-Castellano
Lorenzo Rodríguez-Castellano (Besullo (Narcea), 1905 - Oviedo, 1986) fue un filólogo y bibliotecario español.

## Biografía
Realizó sus estudios en Madrid, licenciándose en Filosofía y Letras en la Universidad Central, donde se doctoró en Letras con premio extraordinario en 1931. Tras finalizar su formación se incorporó al Centro de Estudios Históricos. Allí, bajo la coordinación de Tomás Navarro Tomás y junto a Manuel Sanchís Guarner, Francesc de Borja Moll y Aníbal Otero, entre otros, trabajó en la recogida de información que debía servir de base para la elaboración del Atlas Lingüístico de la Península Ibérica. El proyecto se paralizó durante la Guerra Civil (1936-1939) y no fue retomado hasta 1947. Muchos de los colaboradores fallecieron o debieron marchar al exilio, caso del propio Tomás Navarro Tomás. Rodríguez-Castellano, hombre de ideas progresistas, optó por el llamado «exilio interior» al finalizar el conflicto y, tras verse afectado durante un tiempo por las depuraciones de la dictadura, pudo retomar su actividad profesional al lograr en 1944 ingresar por oposición como funcionario en el Cuerpo de Archiveros y Bibliotecarios. 
En 1946 fue nombrado primer director del Centro de Bibliotecas de Asturias, proyecto que había impulsado y del que fue responsable hasta su jubilación en 1976. La guerra y la posguerra, habían llevado al expurgo, clausura y cierre de ateneos y bibliotecas, y reducido estas a su mínima expresión en Asturias. Durante los treinta años que fue director, Rodríguez-Castellano destacó por su trabajo en biblioteconomía, así como por la proyección, coordinación y notable dotación y expansión de las bibliotecas públicas asturianas, trabajo que resultó un modelo a seguir en el resto de España. En 1948, retomó también su faceta como autor de obras sobre filología y fonética que había iniciado en los años 1930.
Académico de número del Real Instituto de Estudios Asturianos, obtuvo el Premio Luis Vives del Consejo Superior de Investigaciones Científicas (CSIC) por su obra, Aspectos del bable occidental y la encomienda de la Orden de Alfonso X el Sabio por su labor profesional.

## Obras
Relación no exhaustiva de sus obras:
- La frontera del andaluz, (con Tomás Navarro Tomás, 1932)
- La aspiración de la "h" en el Sur y Oeste de España (1936)
- El habla de Cabra, (con Adela Palacio, 1948)
- La variedad dialectal del Alto Aller, (1952)
- El sonido [ts] (<1-, -11-) del dialecto asturiano, (1953)
- Aspectos del bable occidental, (1954)
- Estado actual de la "h" aspirada en la provincia de Santander, (1954)
- Contribución al vocabulario del bable occidental, (1957)
- Tomo I: Atlas lingüístico de la Península Ibérica, (1962)
- La diptongación de "e" y "o" en el habla de un pueblo pesquero de Asturias (1963)
- Ejercicios de pronunciación española (1965)